# Livry-Gargan
Livry-Gargan je severovzhodno predmestje Pariza in občina v  departmaju Seine-Saint-Denis osrednje francoske regije Île-de-France. Leta 2011 je imelo naselje 42.036 prebivalcev.

## Geografija
Livry-Gargan leži v vzhodnem delu departmaja 12 km severovzhodno od središča Pariza. Občina meji na jugu na Clichy-sous-Bois, na jugozahodu na Le Raincy, na zahodu na Les Pavillons-sous-Bois, na severozahodu na  Aulnay-sous-Bois, na severu na Sevran, na vzhodu pa na Coubron in Vaujours.

## Administracija
Livry-Gargan je sedež istoimenskega kantona, vključenega v okrožje Le Raincy.

## Zgodovina
20. maja 1869 je bil del ozemlja občine Livry-Gargan izločen in združen z delom občine Clichy-sous-Bois ter majhnim delom Gagnya, kjer je bila ustanovljena nova občina Le Raincy.

## Pobratena mesta
- Almuñécar (Španija),
- Cerveteri (Italija),
- Fürstenfeldbruck (Nemčija),
- Haringey (Združeno kraljestvo).